# Торсуєв Володимир Юрійович
Володимир Юрійович Торсуєв (нар.. 22 квітня 1966, Москва) — радянський та російський кіноактор.
Фігурант бази даних центру «Миротворець».

## Життєпис
Народився 22 квітня 1966 року в Москві в родині секретаря ЦК ВЛКСМ Юрія Торсуєва (1929—2003) та економістки Ольги Торсуєвої (нар.. 1929). Брат-близнюк — Юрій Торсуєв.
Закінчив школу № 23, вступив як і брат до Московського поліграфічного інституту, але був відрахований на першому курсі, після чого вступив до автошколи ДТСААФ, працював на хлібозаводі. Служив у лавах Радянській армії у Солнечногорську. Після цього вступив на факультет філософії Московського державного університету, але не закінчив його. Значно пізніше закінчив Московську юридичну академію.
Працював адміністратором на кіностудії «ТриТе» під керівництвом Микити Михалкова, пізніше знявся ще у кількох художніх фільмах Займався підприємницькою діяльністю. Працював в Об'єднаній металургійній компанії, був провідним спеціалістом в управлінні митного оформлення в Норильському нікелі, радником з питань митного регулювання в адміністрації Красноярського краю, заступником керівника Центру транспортної логістики, генеральним директором компанії «Термінал».
Потім переїхав до Новосибірська. Займався підприємницькою діяльністю. Спільно зі співачкою Тетяною Михайловою виступав у тріо «Гараж Сироїжкіна».
У 2023 році був мобілізований до лав збройних сил РФ та відправлений на війну проти України[джерело?].

## Позиція щодо російсько-української війни
В інтерв'ю газеті «Комсомольская правда» від 26 квітня 2022 року так описав своє ставлення до російсько-української війни:
|  | В Україні ж зараз при владі опинилися справжні фашисти, сволота. Ми з братом бачили, що чинили українські військові. Якби мені зараз дали в руки автомат, я був би в перших рядах тих, хто захищає Донбас. Але мені вже через вік не дозволять.Оригінальний текст (рос.) На Украине же сейчас у власти оказались настоящие фашисты, сволочи. Мы с братом видели, что творили украинские военные. Если бы сейчас мне дали в руки автомат, я был бы в первых рядах тех, кто защищает Донбасс. Но мне уже из-за возраста не разрешат. |

### Родина
Донька — Єлизавета Торсуєва (нар. 2007).

## Фільмографія
- 1979 — «Пригоди Електроніка» — Електронік (озвучує Надія Під'япольська, вокал Олена Шуєнкова)
- 1983 — «Незнайка з нашого двору» — Чарівник (озвучує Ігор Апасян)
- 1992 — «Російські брати» — Микола
- 1994 — «Венеціанське дзеркало»
- 2010 — «Громозека» — коханець Лариси, дружини Громова
- 2011 — «Кухня» — кухар (неопублікована пілотна серія)[4]
- 2012 — «Після школи» — представник клубу ЦСКА
- 2012 — «Без терміну давності» (22-га серія «Важка дитина») — Йосиф Олександрович Канторович
- 2014 — «Весь цей джем» — Федор Іванович
- 2015 — «Точки опори» (6-та серія) — Петро Баков, олімпійський чемпіон з бігу
- 2016 — «Єгор Шилов» — чеченський кілер
- 2016 — «Жіночий детектив»
- 2019 — «Рая знає все» (43-тя серія «Підміна») — Вадим
- 2022 — «Брат 3»
- 2022 — «Все нормально» — охоронець